# Hyphoderma pilosum
Hyphoderma pilosum är en svampart som först beskrevs av Edward Angus Burt, och fick sitt nu gällande namn av Gilb. & Budington 1970. Hyphoderma pilosum ingår i släktet Hyphoderma och familjen Meruliaceae.   Inga underarter finns listade i Catalogue of Life.